# Zephyranthes tucumanensis
Zephyranthes tucumanensis là một loài thực vật có hoa trong họ Amaryllidaceae. Loài này được Hunz. miêu tả khoa học đầu tiên năm 1969.